# Drancy
Drancy je francouzské město v severovýchodní části metropolitní oblasti Paříže v departementu Seine-Saint-Denis, region Île-de-France. Leží 10 kilometrů od centra Paříže.

## Geografie
Sousední obce: Bobigny, Le Bourget, Bondy, Le Blanc-Mesnil a La Courneuve.

## Historie
Za 2. světové války zde byl zřízen internační tábor.

## Vývoj počtu obyvatel
Počet obyvatel

## Osobnosti
- Tristan Bernard (1866–1947), dramatik, spisovatel, humorista, novinář a právník
- Max Jacob (1876–1944), básník, spisovatel a malíř
- Jean Wahl (1888–1974), filozof
- Michel Jonasz (* 1947), zpěvák a skladatel
- Mamadou Mahmoud N'Dongo, fotograf
- Maurice Nilès, politik
- Henri Oulevay, malíř
- Larbi Benboudaoud, judista

## Partnerská města
- Eisenhüttenstadt, Německo
- Gorée, Senegal
- Willenhall, Velká Británie